# Raymond Bloomer
Pour les articles homonymes, voir Bloomer.
Raymond (J.) Bloomer est un acteur américain du muet, né le 9 décembre 1886 à Rochester (État de New York, mort courant février 1982 (jour à préciser) à Glens Falls (État de New York).

## Biographie
Raymond Bloomer entame sa carrière d'acteur au théâtre et joue notamment à Broadway (New York). Il y débute dans l'opérette Naughty Marietta (en), sur une musique de Victor Herbert, représentée de novembre 1910 à mars 1911. Suivent une revue et deux autres opérettes en 1911 et 1912.
En 1913, toujours à Broadway, il apparaît dans la pièce de Rosemonde Gérard et Maurice Rostand Un bon petit diable (d'après le roman éponyme de la comtesse de Ségur), aux côtés de Mary Pickford, Ernest Truex et Lillian Gish. Citons également deux pièces de William Shakespeare, Richard III (1920, avec John Barrymore dans le rôle-titre) et Macbeth (1921, avec Lionel Barrymore dans le rôle-titre), pour ses deux avant-dernières prestations sur les planches new-yorkaises (suit une ultime la même année 1921).
Au cinéma, Raymond Bloomer se produit exclusivement durant la période du muet, avec vingt-trois films américains sortis à partir de 1913 (trois courts métrages).
Mentionnons Le Signal de l'amour de Frances Marion (1921, avec Mary Pickford et Fred Thomson), La Rose de Broadway de Robert Z. Leonard (1922, avec Mae Murray et Monte Blue) et A Woman of the Sea de Josef von Sternberg (son avant-dernier film, 1926, avec Edna Purviance et Charles K. French).
Il se retire définitivement de l'écran après un dernier film muet sorti en 1927, Sensation Seekers de Lois Weber (avec Billie Dove et Huntley Gordon).

## Théâtre à Broadway (intégrale)
(pièces, sauf mention contraire)
- 1910-1911 : Naughty Marietta, opérette, musique et orchestrations de Victor Herbert, lyrics et livret de Rida Johnson Young : Sir Harry Blake
- 1911 : The Revue of Revues, revue sans auteurs spécifiés
- 1911 : The Duchess, opérette, musique et orchestrations de Victor Herbert, lyrics et livret de Joseph Herbert et Harry B. Smith : Comte Gaston Gerome
- 1912 : Baron Trenck, opérette, musique de Felix Albini, lyrics et livret d'Henry Blossom : un héraut
- 1913 : Un bon petit diable (A Good Little Devil) de Rosemonde Gérard et Maurice Rostand, d'après le roman éponyme de la comtesse de Ségur, adaptation d'Austin Strong : l'honorable Percy Cusack Smith
- 1918 : The Squab Farm de Fanny et Frederic Hatton
- 1920 : Richard III (King Richard III) de William Shakespeare : Comte Henry de Richmond
- 1921 : Macbeth de William Shakespeare : Macduff
- 1921 : Swords de Sidney Howard : Damiano

## Filmographie partielle
- 1913 : The Bribe de Robert G. Vignola (court métrage) : John Dickson
- 1918 : The Prodigal Wife de Frank Reicher : Dr Frederick Farnham
- 1918 : Vie d'artiste (A Woman of Impulse) d'Edward José : Comte Nerval
- 1918 : Out of a Clear Sky de Marshall Neilan : le prince héritier
- 1919 : The Belle of New York de Julius Steger : Jack Bronson
- 1920 : The Vice of Fools d'Edward H. Griffith : Granville Wingate
- 1921 : Le Signal de l'amour (The Love Light) de Frances Marion : Giovanni
- 1922 : La Rose de Broadway (Broadway Rose) de Robert Z. Leonard : Hugh Thompson
- 1922 : Other Women's Clothes de Hugo Ballin
- 1923 : The Net de J. Gordon Edwards : Bruce Norman
- 1923 : Quand vient l'hiver (If Winter Comes) d'Harry F. Millarde[3] : Lord Tybar
- 1924 : Greater Than Marriage de Victor Halperin : Vincent Marbridge
- 1926 : A Woman of the Sea de Josef von Sternberg : Pierre le pêcheur
- 1927 : Sensation Seekers de Lois Weber : Révérend Lodge

## Galerie photos

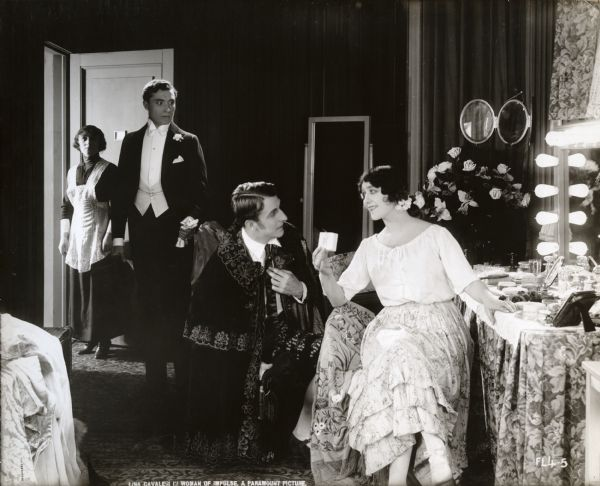
Au premier plan, avec Lina Cavalieri, dans Vie d'artiste (1918, détail dans l'infobox ci-dessus)
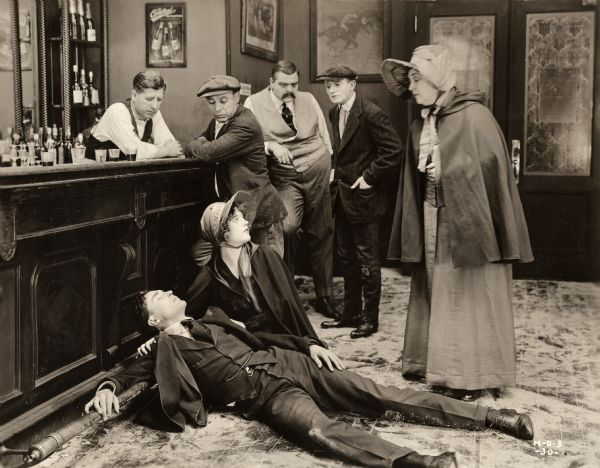
Allongé, avec Marion Davies, dans The Belle of New York (1919)
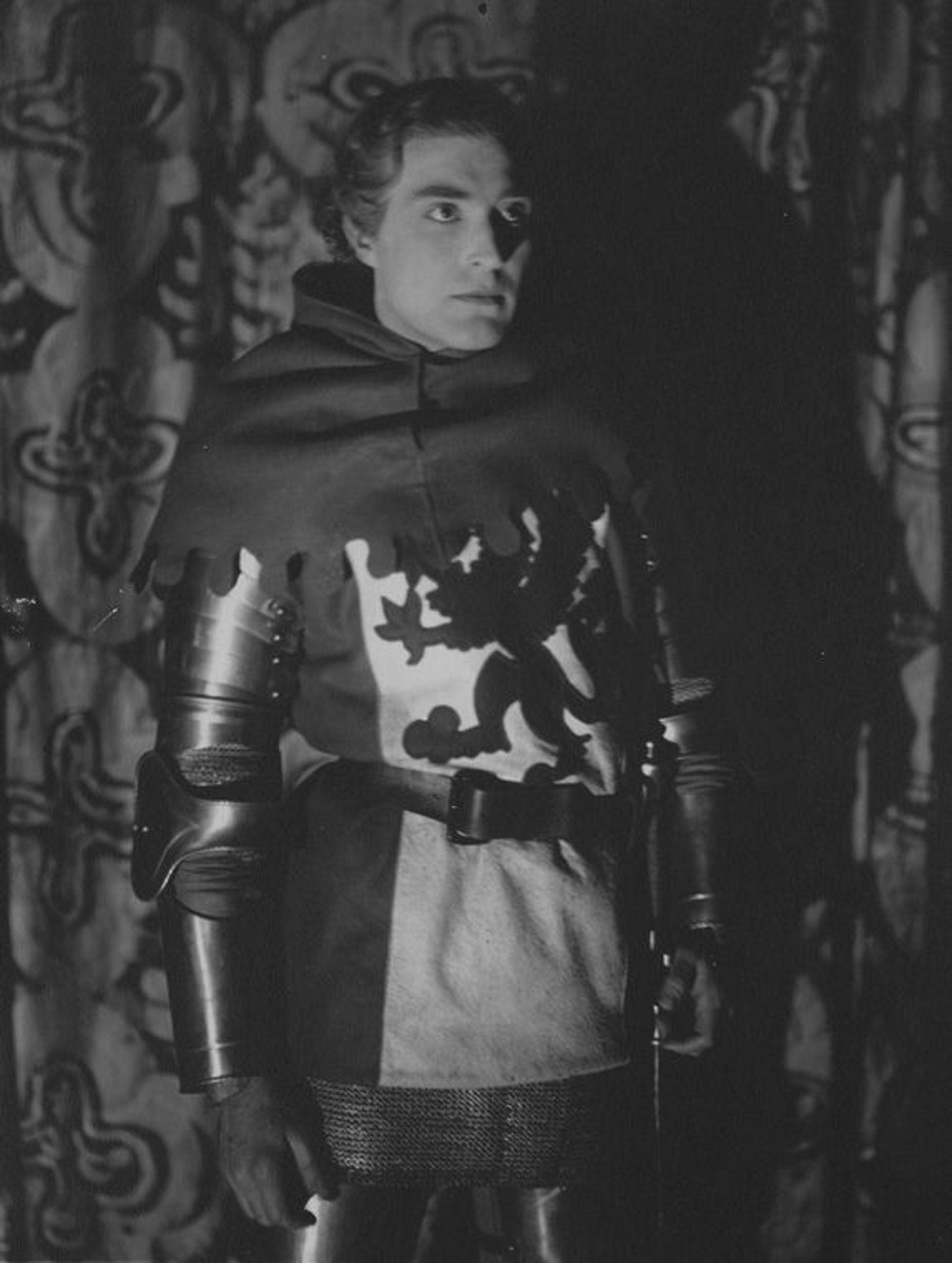
Dans Richard III (1920, Broadway)
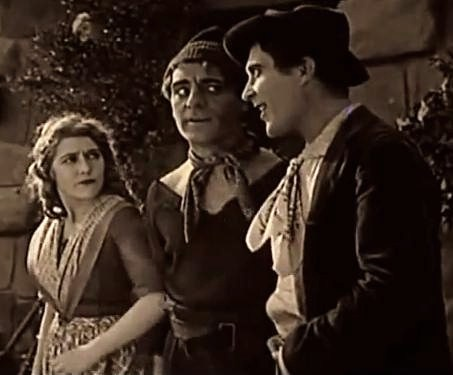
Avec Mary Pickford et Jean De Briac (au centre), dans Le Signal de l'amour (1921)